# Handlungsorte der Dune-Zyklen
Diese Aufstellung befasst sich mit Handlungsorten aus den Dune-Zyklen, einer zusammengehörigen Reihe von Science-Fiction-Romanen, von Frank Herbert, Frank Herberts Sohn Brian und Kevin J. Anderson.

## Arrakis
Der Wüstenplanet Arrakis oder „Dune“ ist der Planet, auf dem Gewürz produziert wird. Die einheimischen Bewohner von Arrakis sind die Fremen, Nachkommen wandernder Zensunni-Sklaven. Arrakis ist der wertvollste Planet des Universums, da nur hier das Gewürz abgebaut werden kann. Anfangs ist Arrakis noch ein wüster Wüstenplanet ohne große Vegetation oder Tierwelt. Die Sandwürmer, die ursprünglich nicht von Arrakis stammten, wurden eingeschleppt und verwandelten so in ihrem Sandforellenstadium nach und nach durch Wasserabsorption den gesamten Planeten in eine riesige Wüste, so dass sie sich dann erst zu Sandwürmen entwickeln konnten. Durch die Umwandlung, die durch Paul Atreides in Gang gesetzt worden war und von seinem Sohn Leto Atreides II. (dem Gottkaiser), verwandelte sich Arrakis mit der Zeit in einen schönen, fast urbaren und lebenswerten Planeten mit guter Ernte und zahllosen Bewohnern. Außerdem entstehen Ozeane und Wälder. Für die großen Sandwürmer stellte sich die Umwandlung jedoch als toxisch und überaus gefährlich heraus, so dass sie nahezu aussterben, bis auf einige wenige Exemplare, die sich in imperialer Obhut befinden. Nachdem der Gottkaiser nach seiner 3500 Jahre dauernden Herrschaft stirbt, fällt sein Körper in den Idaho-Fluss und löst eine chemische Kettenreaktion aus, die langsam dazu führt, dass sich Arrakis nach und nach wieder in eine sandige Wüstenwelt verwandelt. Jahrtausende später entscheiden sich die geehrten Matres dafür, die Gewürzproduktion (von der sie selber nicht abhängig sind) endgültig zum Erliegen zu bringen, da sie sich in einem Krieg gegen die Bene Gesserit und Bene Tleilaxu befinden. Die geehrten Matres greifen die Oberfläche von Dune mit einer neuartigen Waffe an, welche alles Leben auf Dune vernichtet und weite Teile der Oberfläche verglast zurücklässt (da der Sand unter der extremen Hitze geschmolzen ist). Allerdings gelingt es den Bene Gesserit einen Sandwurm zu retten und auf den Planeten Chapterhouse zu bringen, wo sie nach und nach beginnen, den Planeten durch Terraforming zu einem zweiten Wüstenplaneten zu formen, um weiterhin Gewürz ernten zu können. Als die Maschinen unter der Führung von Omnius im Band Die Erlöser des Wüstenplaneten sich in einem gewaltigen Krieg mit der Menschheit befinden, ist Arrakis immer noch unbewohnbar.
Da auf Arrakis ein großer Teil von elf der zwölf Romane der Dune-Zyklen angesiedelt ist, sind verschiedenste Orte auf Arrakis bekannt.

### Sietch Tabr
Der in den Bergen verborgene Sietch von Stilgars Stamm, auch „Stilgars Sietch“ genannt. Hier finden Paul Atreides und seine Mutter Lady Jessica nach der Vertreibung durch die Harkonnen Unterschlupf.

### Arrakeen
Die Hauptstadt des Wüstenplaneten, in der alten Zeit meist Arrakis City genannt, ist der Haupthandelsplatz und Sitz der jeweiligen regierenden Familie. Die Stadt ist vergleichsweise klein, sie ist eher ein großes Dorf als eine richtige Stadt. Die Stadt wird vom Schildwall eingeschlossen, einem gewaltigen Gebirge, das während des Aufstands der Fremen unter Paul Atreides teilweise mit Atomwaffen zerstört wird.

### Carthag
Hauptstadt von Arrakis zur Zeit der Harkonnen-Herrschaft. Von den Harkonnen angelegter Verwaltungssitz zur Ausbeutung des Gewürzes. Wie Arrakeen vom Schildwall eingeschlossen.

### Südpol
Der Südpol wird von Wasserhändlern und Gewürz-Schmugglern als Basis genutzt. Außerdem führen die Fremen in der Region eine botanische Teststation (in den Frühen Chroniken).

## Caladan/Dan
Die Wasserwelt Caladan, der dritte Planet des Delta-Pavonis-Systems, lebt hauptsächlich von der Fischerei und dem Export von Pundi-Reis. Nachdem der oberste Kriegsherr der Liga der Edlen, Vorian Atreides, seine große Liebe auf dieser Welt traf und eine Familie gründete, erhielt sein Haus den Planeten später als Lehen und herrschte 26 Generationen lang dort. Später erhielt Lady Jessica den Planeten als Geschenk ihres Sohnes, des Fremen-Imperators Paul Muad'dib, und verbrachte ihren Lebensabend dort.

## Chapterhouse, die Ordensburg
Die Ordensburg ist die letzte Zuflucht der Bene Gesserit Schwesternschaft in Die Ordensburg des Wüstenplaneten. Nachdem die Geehrten Matres alle Welten der Schwesternschaft sowie den Wüstenplaneten Arrakis zerstört haben, ist die Ordensburg die letzte Bastion der Bene Gesserit. Mit Hilfe des letzten Sandwurmes des Planeten Arrakis, wird die Ordensburg Schritt für Schritt in einen neuen Wüstenplaneten umgewandelt um den Fortbestand der Melange zu gewährleisten.
In der Zeit von Butlers Djihad trug die Ordensburg den Namen Parmentier. Auf diesem Planeten forschen Raquella Berto-Anirul, eine Enkelin von Vorian Atreides, und Mohandas Suk an einem Heilmittel gegen die tödliche Seuche, welche einen Planeten nach dem anderen befallen hat. Die Ruinen des Krankenhauses stehen auch noch zu der Zeit, als die Ordensburg in eine Wüste transformiert wird.

## Corrin
Corrin war die letzte der Synchronisierten Welten, auf denen der Computer-Allgeist Omnius herrschte und die dort lebenden Menschen versklavte. Nachdem die Liga der Edlen alle anderen Maschinenplaneten erobert oder zerstört hatte, fand im Orbit von Corrin über viele Jahre hinweg ein zäher Stellungskrieg statt, der schließlich mit der Schlacht von Corrin endete, in der Omnius vermeintlich vernichtet und der Grundstein für das neue Imperium der Menschen gelegt wurde.
Faykan Butler änderte in Erinnerung an diese Schlacht den Namen seiner Familie in Corrino.

## Die Erde
Als Heimatwelt der Menschheit ist die Erde für lange Zeit die Thronwelt des Alten Imperiums, bis Omnius dort seine Maschinenherrschaft etabliert. Für ein Jahrtausend ist der Terra-Omnius danach die maßgebende Inkarnation des künstlichen Kollektivbewusstseins der Denkmaschinen, bis der Tod Manion Butlers durch die Hand des unabhängigen Roboters Erasmus die Menschen gegen die Maschinen aufbringt und Butlers Djihad auslöst.
Wenig später führt Xavier Harkonnen eine Vergeltungsexpedition gegen die Erde an, bei der jede Maschine und alles Leben auf der Oberfläche des Planeten in einem nuklearen Bombardement ausgelöscht wird. Danach ist die Erde für viele tausend Jahre absolut unbewohnbar und nur noch ein verstrahltes Ödland. Zur Herrschaftszeit des Gottkaisers Leto Atreides II. hat sich die Erde allerdings dank der Hilfe des Imperiums wieder ziemlich erholt und besitzt offenbar wieder ein gemäßigtes Klima und einige einheimische Tier- und Pflanzenarten. Ob die Erde teilweise immer noch radioaktiv verseucht ist, oder ob sich Menschen inzwischen wieder angesiedelt haben, bleibt dabei allerdings ungeklärt. Auf der Erde wurde auch die Orange-Katholische Bibel geschrieben, die im gesamten Imperium als eine der allerwichtigsten Schriften gilt.

## Giedi Prime/Gammu
Giedi Prime (in der deutschen Übersetzung Giedi Primus) ist ein Planet des Sterns 36 Ophiuchi B und war eine der Hauptwelten der Liga der Edlen und ging später als Lehen an das wieder erstarkte Haus Harkonnen. Baron Wladimir Harkonnen plante von hier aus die Vernichtung des ihm verhassten Hauses Atreides. Der Planet wird als dunkel und eher kühl beschrieben, ebenso soll es kaum einheimische Tier und Pflanzenarten geben, was vermutlich auf die schlechte Sonneneinstrahlung zurückzuführen ist. Durch die Industrie der Harkonnens war die Oberfläche teils öldurchtränkt.
Nach der Herrschaft des Gottkaisers Leto II. wird Giedi Primus nur noch Gammu genannt, diesen Namen erfand Gurney Halleck, um die letzte Spur der Harkonnens auszulöschen. Es werden auf ihm Siedler von Caladan, sowie einige Atreides angesiedelt. Zur Zeit des Bandes Die Ketzer des Wüstenplaneten wird erklärt, dass Gammu seine Sonne in 2,6 Standardjahren umkreist und eine gesamte Tageszeit von 31:27 Standardstunden aufweist. Dessen Sonne leuchtet auf ihm gelbgrün. Die Nächte sind sehr kalt. Während der Hungerjahre und nach der Diaspora wird es gestattet, ihn zu einem wahren „Dschungel“ werden zu lassen. Trotz späterer Rodung, blieb viel von dieser Wildnis bestehen. So wachsen dort Gräser, Büsche und dichte Wälder, mit teils riesigen Bäumen. Pilingitam-Bäume, die von superreichen Adligen als exquisite Edelhölzer seit jeher hoch geschätzt werden, wachsen auf ihm und werden in Forstbetrieben gepflanzt und teuer exportiert. Die Fauna weist Wild und Bären auf. Der Planet verfügt über eine rudimentäre Wetterkontrolle. Auf Gammu konzentriert sich, wie schon in alten Zeiten, immenser Reichtum und ist Standort vieler hochgesicherter Bankhäuser. Auch gibt es Niederlassungen vieler großer Religionen der Rückkehrer aus der Diaspora auf ihm.

### Harko City
Auch: Das Baronat oder Barony. Hauptstadt des Hauses Harkonnen auf deren Heimatplaneten Giedi Primus. Die Stadt besitzt einen Weltraumbahnhof. Als Giedi Primus in Gammu umbenannt wird, um alle Erinnerungen an die Harkonnens auszulöschen, wird auch die Stadt in Ysai umgetauft.

## Ginaz
Der sporadisch von Archipelen durchzogene Wasserplanet Ginaz ist die Heimat der Schwertmeister und Sitz ihrer Meisterschule. Er wird vom Rat der Schwertmeister regiert. Ginaz gehörte weder zur Liga der Edlen, noch ist es offizieller Teil des Imperiums. Da die Dienste der Schwertmeister den Adeligen zu wertvoll waren, um sie zu riskieren, wurde nie eine Einverleibung unternommen.

## IX
IX (sprich „I-X“) ist der Planet der Techniker. Die Bewohner von IX heißen Ixianer. Der Name IX rührt daher, dass es der neunte Planet im zugehörigen Sonnensystem ist. In den frühen Chroniken erfährt man, dass die Herrscher von IX dem Haus Vernius entstammen, das mit dem Haus Atreides verbündet ist. Nachdem Graf Dominik Vernius während eines Sardaukar-Angriffs durch die Detonation eines Steinbrenners umgekommen war, Prinz Rhombur bei dem Attentat auf Leto I. Atreides schwer verletzt wurde und seine Schwester Kailea Suizid verübte, galt das Haus Vernius als ausgestorben. Durch Rettung genetischen Materials von Tyros Reffa (Sohn von Elrood Corrino und seiner Konkubine Shando, später Dominik Vernius’ Gemahlin) war es Tessia, der Frau von Prinz Rhombur möglich, Prinz Bronso, einen legitimen Erben des Hauses Vernius zur Welt zu bringen. Dieser wird jedoch von einer Gruppe reicher Industrieller Zug um Zug entmachtet und gibt schließlich seine Herrschaft auf. Auf IX werden die Gilde-Highliner gebaut, die gigantischen Faltraumschiffe der Gilde. Zwischen der Raumgilde und den Ixianern herrschten seit jeher rege Handelsbeziehungen. Die Raumgilde gilt neben dem Imperium als bester Kunde von IX: jedes Jahr werden zahllose neue Raumschiffe in Auftrag gegeben, und die Navigatoren verlangen bei jedem neuen Modell mehr Komfort und bessere Technologien. Unter anderem gelten die Ixianer als vertrauenswürdige Geschäftsleute. Aber sie missachten auch die Gesetze und Verbote von Butlers Djihad, die Hochtechnologie und künstliche Intelligenz verbieten.

## Kaitain
Auf Kaitain wird nach der Verwüstung Salusa Secundus der Sitz des Imperators und der anderen Organe des Imperiums errichtet. Kaitain wird als außerordentlich schön geschildert, mit wunderbarer Architektur und farbenfroher Natur. Der Imperator residierte in einem Palast, wo er in verschwenderischer Pracht regierte. Nachdem Paul Atreides zum Imperator wurde, und Arrakis den Platz von Kaitain als Sitz des Imperators einnahm, zog sich die Familie Corrino auf ihren ursprünglichen Heimatplaneten Salusa Secundus zurück. Kaitain wurde im Zuge des Djihad verwüstet und fiel in die Bedeutungslosigkeit.
Paul Atreides wurde nach den frühen Chroniken (Band 3: Haus Corrino) auf Kaitain geboren.
Im Film Der Wüstenplanet wird Kaitain als erdähnlicher Planet dargestellt, der zusätzlich über ein Ringsystem (wie die Saturnringe) im Orbit verfügt.

## Lankiveil
Die kalte Randwelt Lankiveil war das Exil des Hauses Harkonnen, nachdem es in der Folge von Abulurd Harkonnens Verrat bei der Schlacht von Corrin aus dem Imperium verstoßen worden war. Unter den Söhnen Abulurds entwickelte sich der Hass auf das Haus Atreides, der für die Politik ihrer Familie für Äonen bestimmend bleiben sollte.
Die Hauptexportgüter Lankiveils sind Biondax-Walpelze.

## Poritrin
Poritrin bezog große Teile seiner wirtschaftlichen Kraft aus der Haltung von Millionen von Zensunni-Sklaven. Der Planet, der unter der Herrschaft des Hauses Bludd stand, stellte verschiedene Technologien und Instrumente her, darunter auch einige Prototypen von Erfindungen Tio Holtzman.
Später wurden Teile des Planeten von einem Aufstand der Zensunni- und Zenschiiten-Sklaven verwüstet, die dafür von der wütenden Bevölkerung gelyncht wurden. Nur 101 Zensunni gelang es, mit einem Faltraumschiff-Prototyp zu fliehen.

## Richese
Richese, einst eine synchronisierte Welt, die dann an die Titanen fiel und später dem Imperium der Menschen beitrat, ist eine der Haupt-Technologie-Lieferanten des Bekannten Universums. Als Konkurrenten der Ixianer werden sie ebenso wie diese misstrauisch von den Bewohnern anderer Welten beäugt. Sie gelten aber weder als so innovativ wie die Ixianer, noch haben ihre Waren deren Qualität. Es wird ihnen auch Seitens IX oft vorgeworfen, deren Erfindungen zu kopieren, was auch zutrifft. Graf Ilban Richese herrschte mit seinem Haus zur Zeit der Herrschaft Shaddams IV. über den Planeten. Da Richese Waffen und Schiffe für die Bene Gesserit herstellte, wurde der Planet von den Geehrten Matres vernichtet. Ilban Richese war über seine Tochter Helena der Großvater von Leto I. Atreides.

### Korona
Richese hatte einen Mond namens Korona, auf dem sich Teststätten für illegale Experimente und geheime Spice-Lager befanden. Als er davon erfuhr, ließ Imperator Shaddam IV. den Mond im Jahr 10.175 mit Atomwaffen zerstören. Durch den Blitz der Explosionen verlor etwa ein Viertel der Bewohner von Richese ihr Augenlicht. Ein Teil der Betroffenen konnte jedoch durch eine politisch motivierte Hilfsaktion der Tleilaxu mit neuen Augen versehen werden. Im Austausch dazu „erbaten“ (sprich verlangten) die Tleilaxu bestimmte Technologien und Schiffe.

## Rossak
Der Waldplanet Rossak ist zur Zeit von Butlers Djihad die Heimat der Zauberinnen von Rossak, die hier unter der Führung von Zufa Cenva ihre im Kampf gegen Omnius eingesetzten mentalen Zerstörungskräfte erlernen. Rossak ist auch die Heimat von Norma Cenva und Aurelius Venport. Rossak ist eine Quelle unzähliger Gifte und Drogen. Aufgrund dessen ist es auch Venport, der als Erster das Potential des Gewürzes als Handelsware sieht, wenn er auch bei Weitem nicht ahnt, was er dem Universum beschert. Die Population auf Rossak bleibt immer annähernd gleich, da erstens viele Kinder aufgrund von Umweltgiften tot oder verkrüppelt zu Welt kommen (allerdings kommt auf 9 missglückte Geburten eine Zauberin) und zweitens der Planet nur in den sauerstoffhaltigen Tieftälern bewohnbar ist, welche vom Rossak-Dschungel bewachsen sind. Der Planet weist extrem starke vulkanische Aktivitäten auf und befindet sich ständig in Wandlung. In den später spielenden Bänden wird er nicht mehr erwähnt, es ist unklar, ob er noch bewohnt ist.
Auf Rossak gründet Raquella Berto-Anirul, Enkelin von Vorian Atreides, die Schwesternschaft der Bene Gesserit. Deren genetisches Zuchtprogramm geht auf eine Idee der Zauberinnen von Rossak zurück.

## Salusa Secundus
Salusa Secundus ist der dritte Planet des Sterns Gamma Waiping und der Heimatplanet des Hauses Butler/Corinno. Er war zunächst Hauptwelt der Liga der Edlen und später des Imperiums. Nachdem Salusa Secundus durch ein gefallenes Haus radioaktiv verseucht worden war und immer wüstenähnlicher wurde, wurde die Regierung des Imperiums nach Kaitain verlegt und Salusa Secundus wurde in einen Gefängnisplaneten verwandelt. Aus den Gefangenen wurden später die Sardaukar rekrutiert.
Imperator Shaddam IV. zog mit seinem Freund Hasimir Fenring und den vier jüngeren Töchtern nach seinem Sturz dorthin.
Hauptstadt von Salusa Secundus ist Zimia. Ein berühmtes Exportprodukt des Planeten sind die Salusanischen Stiere, eine hochgezüchtete und aggressive Rinderrasse, die von verschiedenen Planeten, darunter Caladan, zum Stierkampf verwendet wird.

## Tleilax
Tleilax, vormals Tlulax, ist ein Planet im Thalim-System und Heimat der Bene Tleilax (später Tleilaxu). Die Bewohner des Planeten sind streng religiös und lassen keinen Besuch zu, und wenn doch, sind die Besucher streng auf die Gegend um den Raumhafen beschränkt. Tleilax wurde von den Geehrten Matres vernichtet, allerdings konnte sich Scytale, ein Meister der Tleilaxu retten, der in seiner Brust eine Kapsel mit dem genetischen Code aller Tleilaxu implantiert hat. Der Planet ist auch der Herkunftsort der Gholas und der gezüchteten Ersatzorgane. Vor dem Erfolg ihrer Organbanken schlachteten die damals noch Tlulaxa genannten Bewohner gefangene Zensunni und Zenschiiten sowie andere Siedler von Randplanteten aus, was ihnen die Ächtung der Liga der Edlen und des darauf folgenden Imperiums einbrachte.

## Wallach IX
Wallach IX ist ursprünglich eine Synchronisierte Welt, die von der Liga der Edlen verwüstet wird. Tausende von Jahren später befindet sich hier die Mütterschule der Bene Gesserit.

## Zanovar
Die Randwelt Zanovar, in den frühen Chroniken Lehen des Hauses Taligari, hortete zur Herrschaftszeit Shaddams IV. eine nicht unbeträchtliche Menge Gewürz und wurde zur Strafe für diesen Verstoß gegen die Gesetze des Imperators von Sardaukar-Truppen verwüstet, die komplette Bevölkerung wurde getötet (Der eigentliche Grund war aber Tyros Reffa, der Halbbruder von Shaddam und somit ein theoretischer Konkurrent um den Thron). In den Legenden hieß diese Welt Zanbar.